# Nuci
Nuci là một xã thuộc hạt Ilfov, România. Dân số thời điểm năm 2002 là 3140 người.